# Helene Ranada
Dagmar Helene Ranada Matstoms, tidigare Ranada, född 3 augusti 1967 i Linköpings Sankt Lars församling i Östergötlands län, är en svensk operasångare (mezzosopran).

## Biografi
Helene Ranada var anställd på Wiener Staatsoper 2000–2002, och har senare i huvudsak sjungit på Stuttgarts stadsopera. Hon har också gästspelat i Köpenhamn och Stockholm som Olga i Eugen Onegin och som Waltraute i Ragnarök, samt i Malmö som Amneris i Aida.